# Equivalente
L'equivalente (o grammo-equivalente), in chimica, è un'unità di misura della quantità di sostanza la cui definizione dipende dal tipo di sostanza considerata e dalla reazione in cui questa è coinvolta. Va precisato che secondo la terminologia internazionale IUPAC il termine equivalente e le sue unità di misura sono obsoleti, pertanto il loro uso è scoraggiato e in ogni caso l'ammontare di sostanza deve essere espresso in termini di mole.
- Un equivalente di acido è la quantità di sostanza che cede una mole di ioni H+ dissociandosi;
- Un equivalente di base è la quantità di sostanza che cede una mole di ioni OH− dissociandosi;
- Un equivalente di ossidante è la quantità di sostanza che acquista una mole di elettroni in una reazione redox;
- Un equivalente di riducente è la quantità di sostanza che cede una mole di elettroni in una reazione redox;
- Un equivalente di sale è la quantità di sostanza che per dissociazione produce una mole di carica elettrica ionica pari a quella di una costante di Avogadro di elettroni.

In generale si può affermare che un equivalente di una specie chimica reagisce sempre con un equivalente di un'altra, dando un equivalente di prodotto (legge dell'equivalenza chimica). 
Mentre la mole è una quantità definita e costante di materia (corrispondente ad un numero di particelle pari al valore numerico della costante di Avogadro), l'equivalente è una quantità variabile, definita di volta in volta in funzione del tipo di reazione chimica coinvolta. Il numero di equivalenti è comunque sempre un multiplo intero (1, 2, 3, ecc.) delle moli: il coefficiente di proporzionalità è detto valenza operativa (VO).
L'equivalente chimico è in diretta proporzionalità con le moli considerate per il composto.
Dalla definizione di equivalente è utile quindi ricavare la seguente relazione:
{\displaystyle n_{eq}=nVO}
Di seguito alcune applicazioni pratiche:
- 1 mole di HCl presenta 1 equivalente di HCl

Significa che a un equivalente di HCl corrisponde 1 mole di HCl
- 2 moli di Ca(OH)2 presenteranno 4 equivalenti di Ca(OH)2

Significa che a un solo equivalente di Ca(OH)2 corrispondono 0,5 Moli di Ca(OH)2
- 1 mole di H2SO4 presenta 2 equivalenti di H2SO4

Significa che a un solo equivalente di H2SO4 corrispondono  0,5 Moli di H2SO4

## Massa equivalente
La massa equivalente in relazione alla quantità di un composto, si trova dividendo la massa totale del composto stesso, espressa in grammi, per il numero di equivalenti.
- {\displaystyle M_{eq}={\frac {m}{n_{eq}}}}

Di conseguenza l'equivalente (neq) corrispondente a una data massa di composto si calcola quindi dividendo la massa data per la massa equivalente del composto:
- {\displaystyle n_{eq}={\frac {m}{M_{eq}}}}

La massa equivalente può essere calcolata anche senza conoscere il numero di equivalenti: in questo caso la massa equivalente è ricavabile dividendo la massa molare per le moli di H+, OH-, di elettroni o di cariche ioniche, relative ad una mole di sostanza, che entrano in gioco nella reazione specifica, indicato solitamente con la sigla v o VO (valenza operativa):
- {\displaystyle M_{eq}={\frac {MM}{VO}}}

## Normalità
Nei calcoli stechiometrici risulta spesso molto utile esprimere la concentrazione in termini di normalità N definita come numero di equivalenti per litro di soluzione (eq/L). In tal modo risulta di immediata applicazione il principio dell'equivalenza chimica.